# Kościół św. Jadwigi w Szonowie
Kościół św. Jadwigi w Szonowie – rzymskokatolicki kościół parafialny w Szonowie, należący do parafii św. Jadwigi w Szonowie, w dekanacie Głogówek, diecezji opolskiej.

## Historia
Pierwszy kościół w Szonowie, wspomniany w dokumencie z XII wieku, został ufundowany przez śląskiego możnowładcę Piotra Włostowica. W 1335 o kościele św. Jadwigi pisał nuncjusz apostolski. Posługę duszpasterską pełniła kolegiata w Głogówku. W 1580 prepozyt kolegiaty postanowił zbudować wieżę obecnego kościoła i przebudować go.
Kościół spłonął w 1845 podczas burzy. Jego odbudowa trwała do 1850. Zniszczone dzwony odlano na nowo, dobudowano kaplicę św. Jana Chrzciciela, zakupiono ośmiogłosowe organy. Mieszkaniec Szonowa, Marks, ufundował zegar na wieżę kościoła, wybijający kwadranse i pełne godziny.

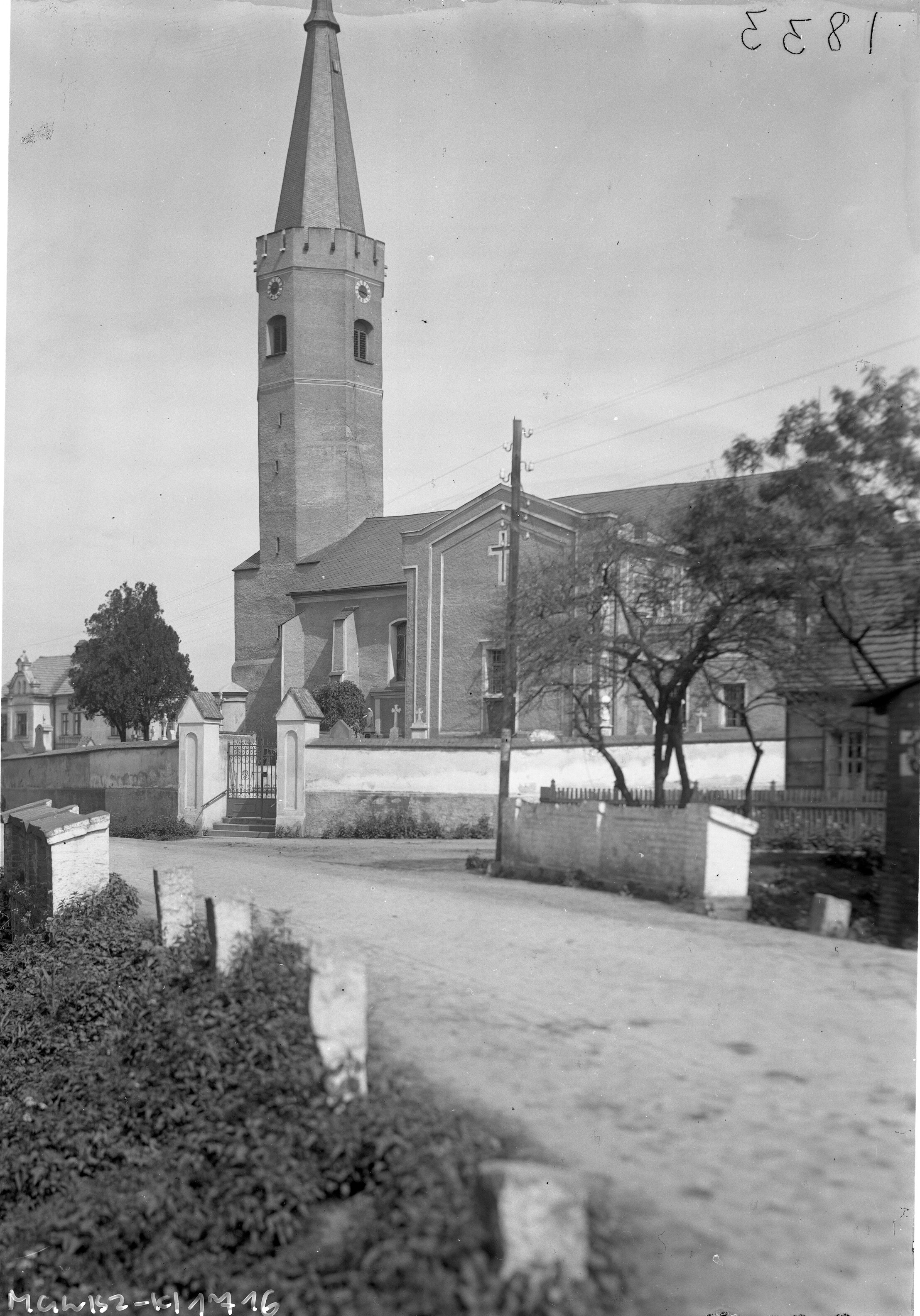
Kościół przed II wojną światową

W 1943 z wieży kościoła zabrano dwa największe dzwony na cele wojenne. 25 grudnia 1944 wieżę uszkodził pocisk artyleryjski. Zbombardowano probostwo, pobliski budynek mieszkalny i piekarnię. Ludzie obecni na nabożeństwie w kościele nie ucierpieli, zginęła zakonnica będąca w tym czasie na probostwie. Po zakończeniu II wojny światowej w kościele odprawiono ostatnią wspólną mszę dla zamieszkałej w Szonowie ludności niemieckiej i polskiej przed wysiedleniem Niemców na zachód. Po wyjściu wiernych z kościoła runęła uszkodzona wieża. Zniszczone zostały organy i chór.
W następnych latach nabożeństwa odbywały się w kaplicy sióstr elżbietanek. Wieża została odbudowana, prowizorycznie zwieńczona blachą z prostowanych beczek ocynowanych. Odbudowano też sklepienie i dach kościoła. W 1980, z okazji 400-lecia istnienia kościoła, przeprowadzono jego gruntowny remont. Uzupełniono dachówkę, wykuto ściany pod izolację, wzmocniono fundamenty, przebudowano prezbiterium. Dokonano konserwacji i odnowienia wszystkich ołtarzy. W 2000 powstało nowe zwieńczenie wieży kościoła, doprowadzając ją do wyglądu sprzed II wojny światowej.

## Architektura

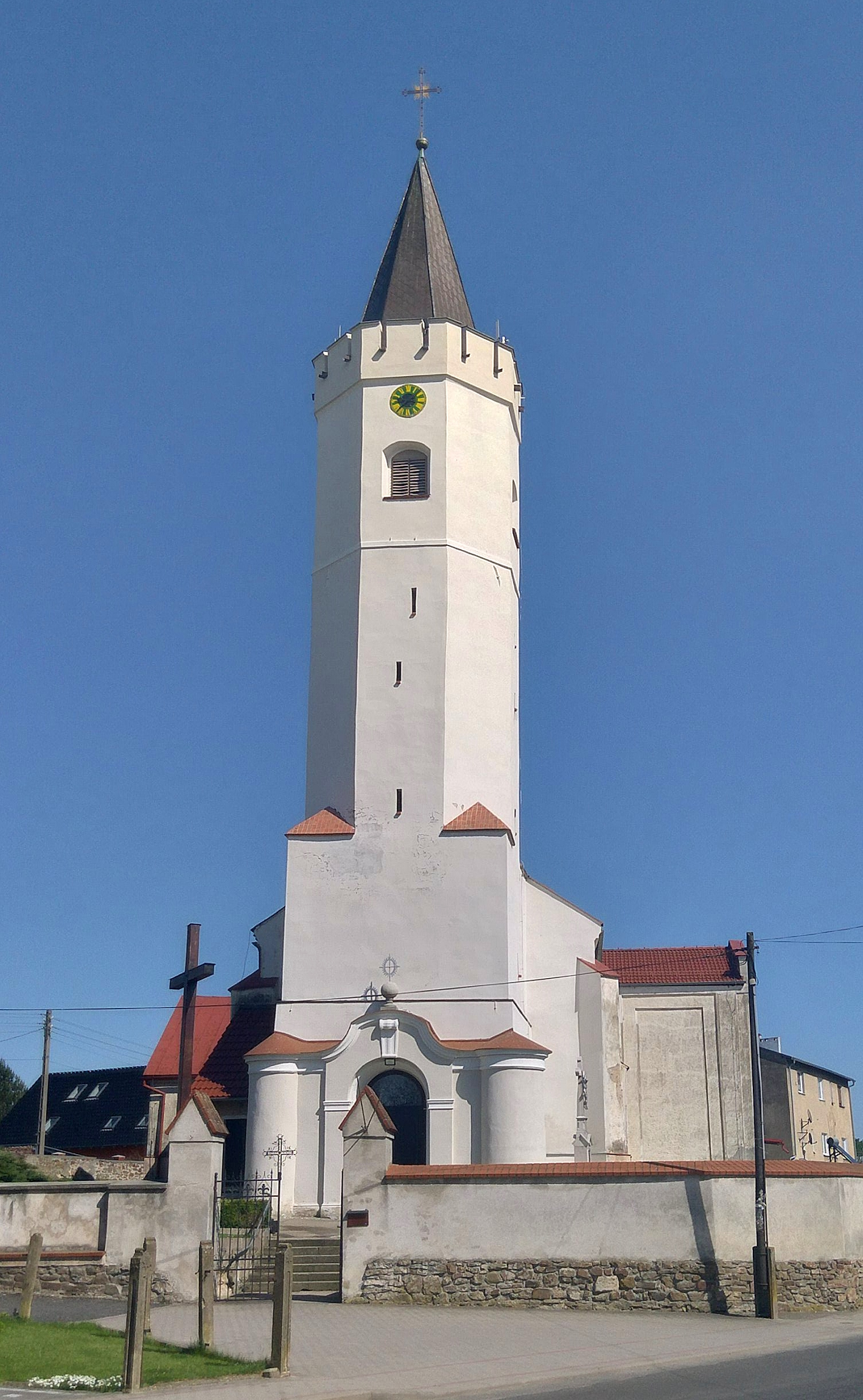
Wieża kościoła

W kaplicy południowej znajduje się barokowy ołtarz z XVI wieku, a w nim późnogotycka rzeźba św. Jana Chrzciciela.

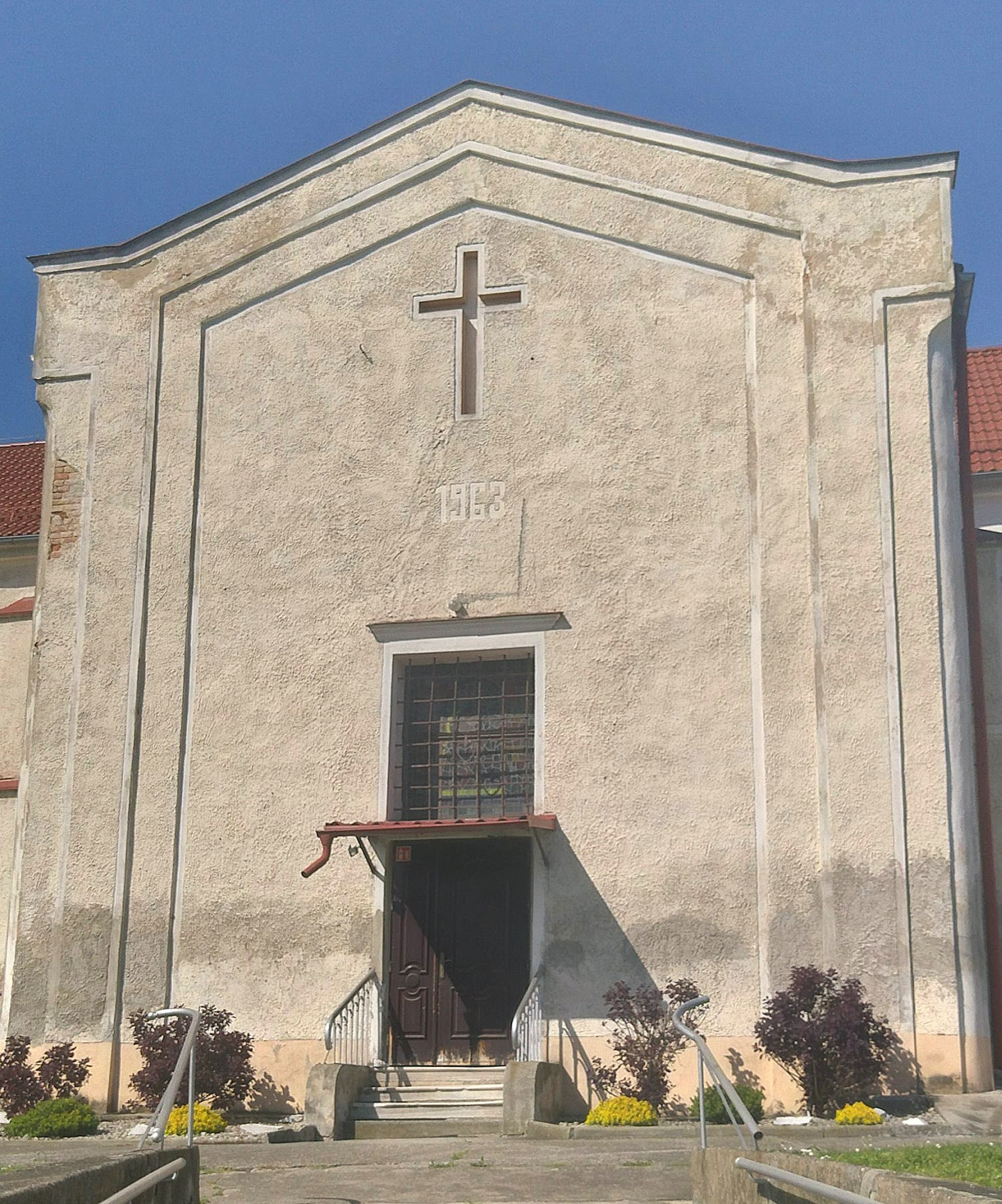
Boczne wejście
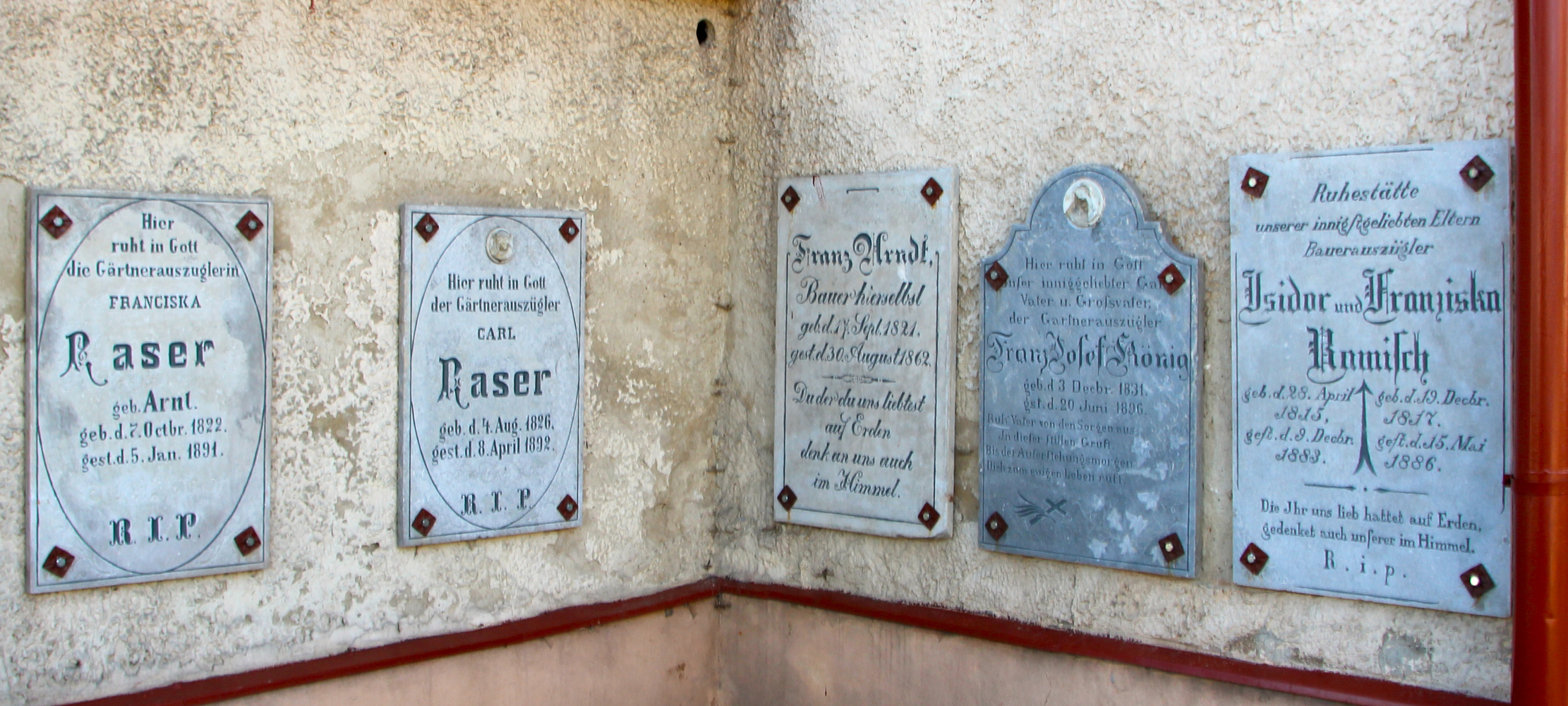
Tablice na ścianie
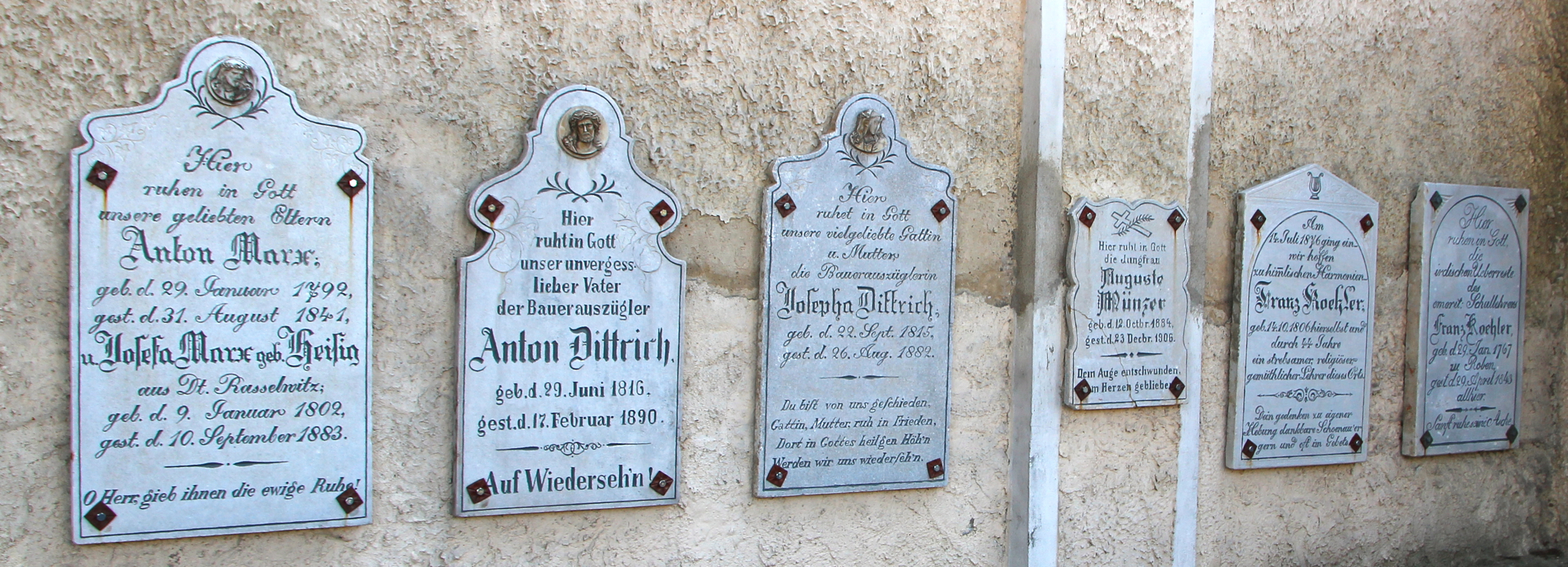
Tablice na ścianie